# David Martimort
Pour les articles homonymes, voir Martimort.
David Martimort, né le 8 mai 1967 à Langon est un économiste français, directeur d'études à l'EHESS et professeur depuis 2010 à l'École d'économie de Paris,.

## Biographie

### Études et formation
Il obtient son baccalauréat en 1984 et enchaîne sur deux années de classes préparatoires[réf. nécessaire] avant d’intégrer l'École polytechnique en 1986. Il poursuit ses études à l'université Toulouse-I-Capitole où il obtient en 1990 un DEA d’économétrie puis en 1992 un doctorat d'économie. Enfin, il devient agrégé en sciences économiques en 1998.

### Carrière académique
Il est, de 1998 à 2000, professeur à l'université de Pau, puis de 2000 à 2007, professeur à l'université Toulouse-I-Capitole. En 2007, il est nommé directeur d'études à l'EHESS,. Il est également depuis janvier 2010 professeur à l'École d'économie de Paris,.

## Prix
- Prix du meilleur jeune économiste de France (2004).
- Prix de la Revue économique (2016)[5].